# Athyrium setiferum
Athyrium setiferum är en majbräkenväxtart som beskrevs av Carl Frederik Albert Christensen. Athyrium setiferum ingår i släktet Athyrium och familjen Athyriaceae. Inga underarter finns listade.